# Banjarworo
Banjarworo is een bestuurslaag in het regentschap Tuban van de provincie Oost-Java, Indonesië. Banjarworo telt 4324 inwoners (volkstelling 2010).